# San De Fuca (Washington)
San De Fuca es un área no incorporada ubicada en el condado de Island en el estado estadounidense de Washington.

## Geografía
San De Fuca se encuentra ubicado en las coordenadas 48°14′6″N 122°43′23″O / 48.23500, -122.72306.